# Cultuurnacht Breda
Cultuurnacht Breda is een evenement in Breda. Dit jaarlijkse evenement begon in 2009.
Het is een initiatief om op één avond met diverse kunst- en cultuurinstellingen te kunnen kennismaken, vergelijkbaar met een museumnacht.
In 2010 vond het voor de tweede maal plaats op 22 januari van 19.00 en 02.00 uur. In dertig instellingen zoals musea, galeries, theaters en andere kunst- en cultuurinstellingen in Breda zijn bijzondere activiteiten op het gebied van kunst en cultuur. Het thema was ECHOoo. Voor kinderen was er het kinderprogramma Van opblijven word je groot. Er waren circa 6000 bezoekers en vooral de kunstinstellingen in de Belcrum werden nu ook goed bezocht.
Ook vond de uitreiking van de Bredase Cultuurprijzen voor beginnende en bekende kunstenaars en organisatoren van cultuurevenementen in Breda plaats. De prijzen zijn de BoArte Aanmoedigingsprijs, de Rabobank Cultuurprijs en De Gemeente Breda Oeuvreprijs.
De Gemeente Breda Oeuvreprijs ging naar Carolein Smit. De Rabobank Cultuurprijs is toegekend aan Dennis Elbers. De BoArte Aanmoedigingsprijs ging naar Studio Smack.
Deelnemende instellingen aan de Cultuurnacht Breda 2010 waren: Aardappel Imperium, Kunstenaars Ontmoetings Plaats, Gebouw C, The S.C.E.N.E., Theaterwerkplaats Tiuri, Podium Bloos, The Loads, Kunstreactor Electron, Graphic Design Museum, (thans Museum of the Image), Het Hijgend Hert + Subuk/One, Waalse kerk, Minitiatuurcollectie Tine Merkx, Breda's Begijnhof Museum, Artilabo, Grote Kerk, Uitgeverij de Geus, Openbare Bibliotheek, Nieuwe Veste, De Wasserette, Lokaal 01, MustSee, Chassé Theater, Breda's Museum, Stadsgalerij Breda, Mezz, Para, De Stilte, Galerie Ecker, NAC Museum
In 2011 werd de Cultuurnacht Breda gehouden op 21 januari, het thema was geheim. De Gemeente Breda Oeuvreprijs ging naar Maria Goos. De Rabobank Cultuurprijs werd toegekend aan Breda Photo. De BoArte Aanmoedigingsprijs ging naar Maurice Seleky. Er waren circa 6.000 bezoekers evenveel als is 2010.
In 2012 was de Cultuurnacht Breda op 21 januari, het thema was Magie. De Gemeente Breda Oeuvreprijs ging naar DJ Tiësto. Podium Bloos kreeg de Rabobank Cultuurprijs 2012 en cabaretier Roel Meijvis de BoArte aanmoedigingsprijs.